# پیست موناکو
پیست موناکو (به فرانسوی: Circuit de Monaco) یک پیست خیابانی است که در خیابان‌های مونت‌کارلو و لا کوندامین، در کشور موناکو قرار دارد. از این پیست برای برگزاری جایزه بزرگ موناکو، که یکی از سری گراند پری‌های مسابقات قهرمانی جهان فرمول یک است، استفاده می‌شود. پیست موناکو گنجایش کافی برای میزبانی ۳۷٬۰۰۰ نفر تماشاگر را دارد.
پیکربندی کنونی این پیست از ۱۹ پیچ تشکیل شده و طول آن برابر با ۳٫۳۳۷ کیلومتر (۲٫۰۷۴ مایل) است.